# Абашин Сергій Миколайович
Сергі́й Микола́йович Аба́шин (рос. Сергей Николаевич Абашин; народився 21 квітня 1965 року в Москві) — російський історик. Доктор історичних наук (2009). Старший науковий співробітник Інституту етнології та антропології Російської академії наук.

## Біографія
1987 року закінчив історичний факультет Московського університету (кафедра етнографії). 1990 року закінчив очну аспірантуру Інституту етнології та антропології. Від 1990 року працює в цьому закладі.
1997 року захистив кандидатську дисертацію «Соціальні взаємовідносини в сучасному узбецькому кишлаку (за матеріалами Ферганської долини)». 2009 року захистив докторську дисертацію „Етнографічні знання та національне будівництво в Середній Азії («проблема сартів» в XIX — на початку XXI століть)“.
Наукові інтереси Абашина: націоналізм і іслам в Центральній Азії, модернізація і трансформації, міграційні процеси, ідентичність і соціальна взаємодія. Автор монографії «Націоналізми в Середній Азії: в пошуках ідентичності» (Санкт-Петербург, 2007). Співавтор колективної монографії «Центральна Азія у складі Російської імперії» (Москва, 2008).